# کمربند قرمز
کمربند قرمز (به انگلیسی: Redbelt) فیلمی محصول سال ۲۰۰۸ و به کارگردانی دیوید ممت است. در این فیلم بازیگرانی همچون چیویتل اجیوفور، تیم آلن، آلیس براگا، رندی کوچار، ریکی جی، جو مانتگنا، امیلی مورتیمر، دیوید پیمر، ربکا پیدگئون، خودریگو سانتورو، خوزه پابلو کانتیلو، دیمون هریمن، دان اینوسانتو، انسون اینوئه، ری مانچینی، مکس مارتینی، جنیفر گری، جیک جانسون و اد اونیل ایفای نقش کرده‌اند.